# 6 mei
6 mei is de 126ste dag van het jaar (127ste dag in een schrikkeljaar) in de gregoriaanse kalender. Hierna volgen nog 239 dagen tot het einde van het jaar.

## Gebeurtenissen
- Algemeen

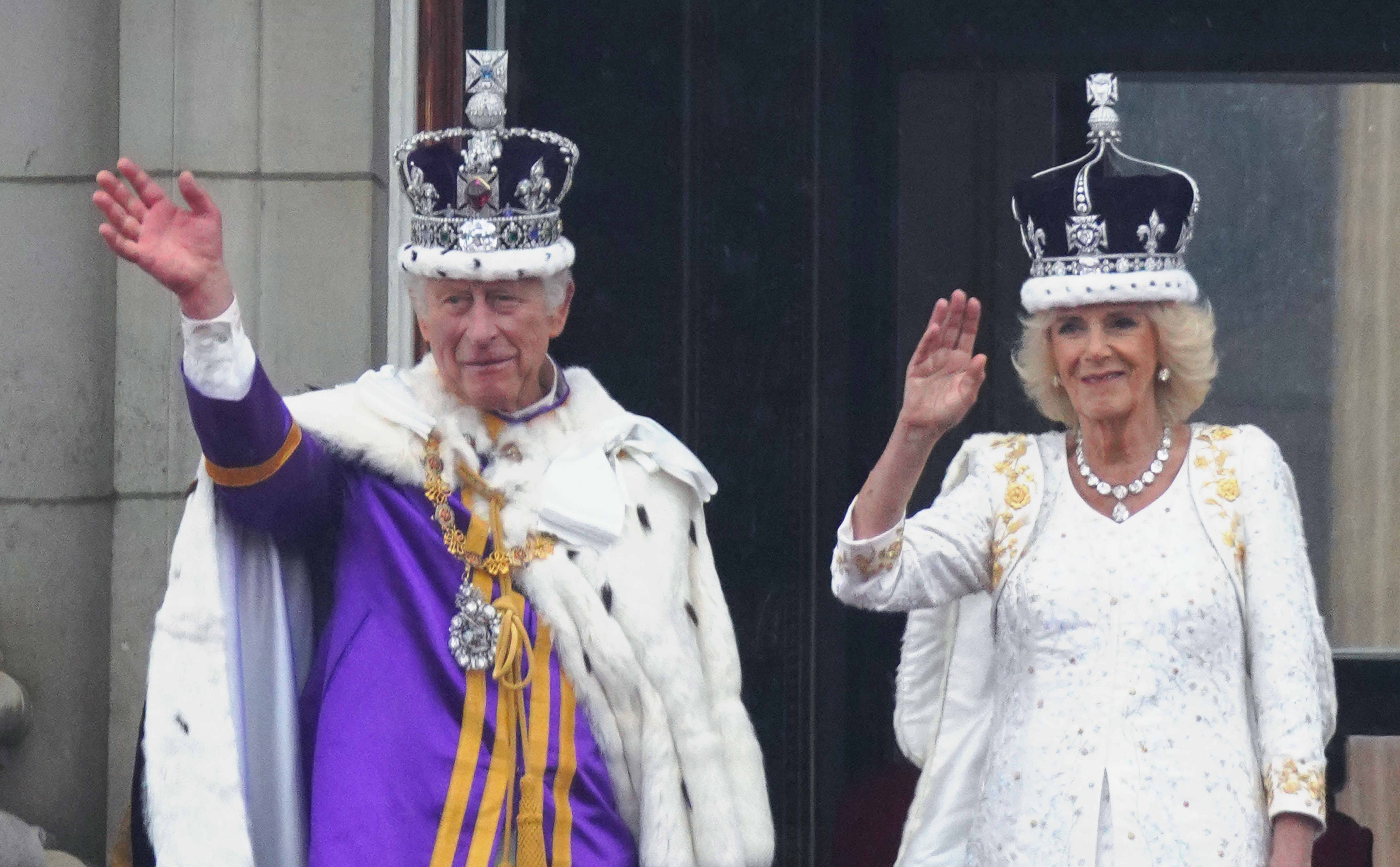
Charles III en Camilla op het balkon van Buckingham Palace (2023)

  - 1527 - Sacco di Roma, plundering door een huurleger van Duitse (voor een deel lutheranen) en Spaanse soldaten, waaraan de stad Rome ten prooi viel.
  - 1960 - Prinses Margaret van Groot-Brittannië trouwt in Londen met de fotograaf Antony Armstrong-Jones.
  - 1966 - De Britse seriemoordenaars Ian Brady en Myra Hindley worden veroordeeld tot een levenslange gevangenisstraf.
  - 2019 - Het lichaam van Julie Van Espen wordt teruggevonden in het Albertkanaal.
  - 2022 - Op een zorgboerderij in Alblasserdam schiet een oud-cliënt een vrouw (34) en een meisje (16) dood. Drie andere personen raken gewond.[1]
  - 2023 - Formele kroning, in Westminster Abbey in Londen, van Charles III als monarch van het Verenigd Koninkrijk en het Gemenebest van Naties en zijn vrouw Camilla als koningin.[2] (Lees verder)
  - 2024 - In de Zuid-Afrikaanse stad George vallen zeker twee doden door het instorten van een appartementsgebouw in aanbouw. Ruim 50 bouwvakkers raken bedolven onder het puin.[3]
- Kunst en cultuur
  - 2019 - De Nederlandse schrijver Rob van Essen wint de Libris Literatuur Prijs voor zijn autobiografische roman De goede zoon. Volgens de jury is het boek "een zeldzame combinatie van speelsheid en ernst, en transparantie en raadselachtigheid".[4]

- Infrastructuur
  - 1982 - Het traject Coolhaven - Capelsebrug van de Rotterdamse metro wordt geopend.
  - 1994 - De Franse president François Mitterrand en Britse koningin Elizabeth II openen officieel de kanaaltunnel tussen Frankrijk en Engeland.

- Politiek
  - 1664 - Keizer Leopold I verheft de niet-regerende graven George Frederik, Willem Maurits en Frederik Hendrik van Nassau-Siegen in de rijksvorstenstand, waardoor ze de titel prins verkrijgen.
  - 1682 - Koning Lodewijk XIV neemt zijn intrek in het Kasteel van Versailles, dat daardoor het regeringscentrum van Frankrijk wordt.
  - 1910 - George V wordt koning van Groot-Brittannië en Ierland na de dood van zijn vader Eduard VII.
  - 1932 - Moordaanslag op president Paul Doumer van Frankrijk in Parijs. De president sterft een dag later aan zijn verwondingen.
  - 1941 - Vjatsjeslav Molotov wordt als voorzitter van de Raad van Volkscommissarissen (premier) van de Sovjet-Unie vervangen door Jozef Stalin.
  - 1955 - De Duitse Bondsrepubliek treedt toe tot de NAVO.
  - 1974 - Aftreden van Willy Brandt als bondskanselier van West-Duitsland.
  - 1992 - Premier Omar Karam van Libanon biedt zijn ontslag aan te midden van een algemene staking, demonstraties en onlusten uit protest tegen het falende economische beleid van zijn regering.
  - 1992 - In Togo breekt onrust uit na de moordaanslag op de oppositiepoliticus Gilchrist Olympio. Demonstranten stellen president Étienne Eyadéma verantwoordelijk voor de aanslag.
  - 1993 - De Peruviaanse generaal Rodolfo Robles zoekt met zes familieleden zijn toevlucht in de Amerikaanse ambassade in Lima en vraagt politiek asiel aan. Hij zou president Alberto Fujimori hebben willen afzetten.
  - 2002 - Op het mediapark in Hilversum wordt de politicus Pim Fortuyn vermoord.
  - 2002 - Jean-Pierre Raffarin wordt premier van Frankrijk.
  - 2002 - Beëdiging van Marc Ravalomanana als president van Madagaskar.
  - 2004 - Aslan Abasjidze, de leider van het Georgische autonome landsdeel Adzjarië, vlucht naar Moskou, waarmee de maandenlange patstelling met de Georgische autoriteiten tot een einde komt. Enkele dagen later wordt de politieke partij van Abasjidze, de Unie voor Democratische Wedergeboorte, opgeheven.
  - 2012 - In Griekenland worden parlementsverkiezingen gehouden.
  - 2012 - De socialist François Hollande wint de tweede ronde van de Franse presidentsverkiezingen met 51,7% van de stemmen en verdrijft op die manier Nicolas Sarkozy uit het Élysée.
  - 2015 - De Nederlandse ontwikkelingshulp aan Benin is per direct opgeschort vanwege een grote fraudezaak. Bij het ministerie van Water in het West-Afrikaanse land is 4 miljoen euro aan ontwikkelingsgeld verdwenen.
  - 2016 - Sadiq Khan wint de verkiezingen om burgemeester van Londen te worden.

- Religie
  - 1967 - Paus Paulus VI ontvangt de Italiaanse actrices Claudia Cardinale en Antonella Lualdi in audiëntie. Beide dames zijn gekleed in minirok, wat nooit eerder was vertoond in het Vaticaan.
  - 1972 - Benoeming van de Nederlander Herman Münninghoff tot bisschop van Jayapura in Indonesië.
  - 1992 - Ontslag van Hubertus Ernst als bisschop van Breda in Nederland.
  - 2006 - Viering van het 500-jarig bestaan van de Zwitserse Garde in Vaticaanstad.

- Sport
  - 1967 - Oprichting van de Leusder zwem- en poloclub De Haaien.
  - 1970 - Feyenoord legt als eerste Nederlandse voetbalclub beslag op de Europa Cup I. In het San Siro-stadion in Milaan wint de Rotterdamse club in de finale met 2-1 van Celtic door doelpunten van verdediger Rinus Israël en de Zweedse aanvaller Ove Kindvall.
  - 1983 - In Puerto Montt wordt de Chileense voetbalclub Club de Deportes Puerto Montt opgericht.
  - 1991 - De Finse speerwerper Seppo Räty brengt het wereldrecord op 91,98 meter bij atletiekwedstrijden in Shizuoka, exact één meter verder dan de 90,98 meter waarmee de Britse Europees kampioen Steve Backley sinds juli 1990 wereldrecordhouder was.
  - 1998 - In Parijs wint Internazionale de UEFA Cup door in een Italiaanse voetbalfinale Lazio Roma met 3-0 te verslaan.
  - 2000 - HC Bloemendaal prolongeert de landstitel in de Nederlandse hockeyhoofdklasse door Hockeyclub 's-Hertogenbosch met 5-0 te verslaan in de derde wedstrijd uit de finale van de play-offs.
  - 2007 - AFC Ajax wint na strafschoppen de KNVB bekerfinale van AZ.
  - 2010 - AFC Ajax verslaat Feyenoord in de finale van de KNVB beker.
  - 2016 - Tom Dumoulin wint de proloog van de Ronde van Italië in Apeldoorn.
  - 2022 - De Ronde van Italië 2022 begint in Boedapest. In Hongarije wint Mathieu van der Poel de eerste etappe en pakt de roze trui.[5]
  - 2023 - Remco Evenepoel grijpt de roze trui in de Ronde van Italië, na winst in de individuele openingstijdrit in Fossacesia, Italië.[6]
  - 2023 - SC Cambuur degradeert na twee seizoenen Eredivisie naar de Keukenkampioen Divisie.[7]
  - 2024 - De Brit Kyren Wilson wint het wereldkampioenschap snooker door in de finale de uit Wales afkomstige Jak Jones met 18-14 te verslaan.[8]

- Wetenschap en technologie
  - 1840 - In het Verenigd Koninkrijk van Groot-Brittannië en Ierland verschijnen de eerste postzegels ter wereld.
  - 1889 - De Eiffeltoren wordt officieel geopend.
  - 1937 - De zeppelin Hindenburg gaat bij de landing in Lakehurst in vlammen op.
  - 1968 - Neil Armstrong laat bijna het leven tijdens een crash van het Lunar Landing Research Vehicle ten gevolge van een brandstoflek. Hij weet zich ternauwernood in veiligheid te brengen met zijn schietstoel.[9]
  - 2024 - Lancering van een Falcon 9 raket van SpaceX vanaf Cape Canaveral Space Force Station Lanceercomplex 40 (SLC-40) voor de Starlink Group 6-57 missie met 23 Starlink satellieten.[10]
  - 2024 - De Zon stoot een zonnevlam met een sterkte van X4,5 uit, maar er zijn geen aanwijzingen voor een coronal mass ejection. Het is de vierde X-klasse zonnevlam in drie dagen tijd die afkomstig is uit dezelfde zonnevlek en het is tot nu toe de op twee na sterkste zonnevlam van zonnecyclus 25. Alleen de zonnevlammen van 22 februari 2024 en 31 december 2023 waren sterker.[11]

## Geboren

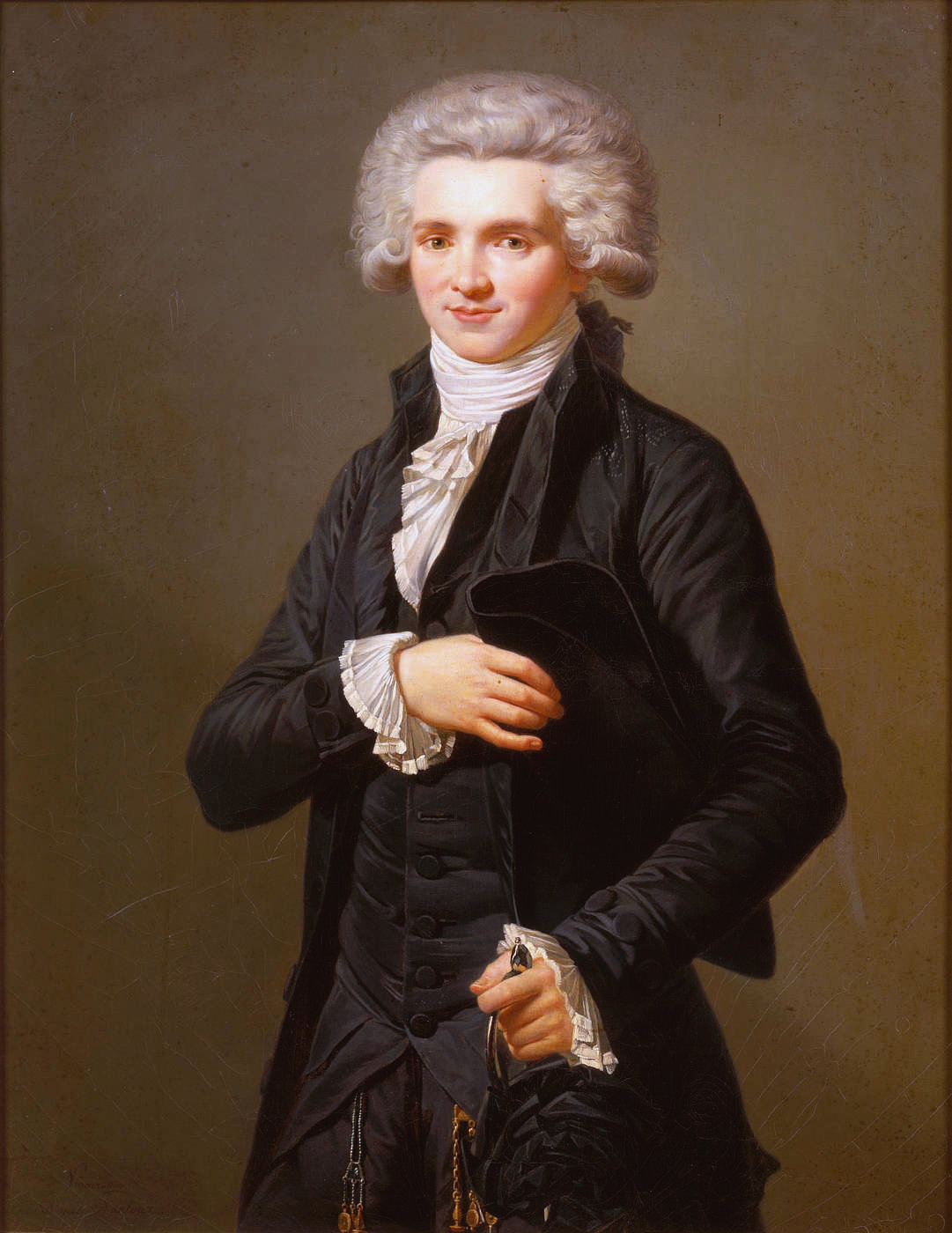
Maximilien de Robespierre
geboren in 1758

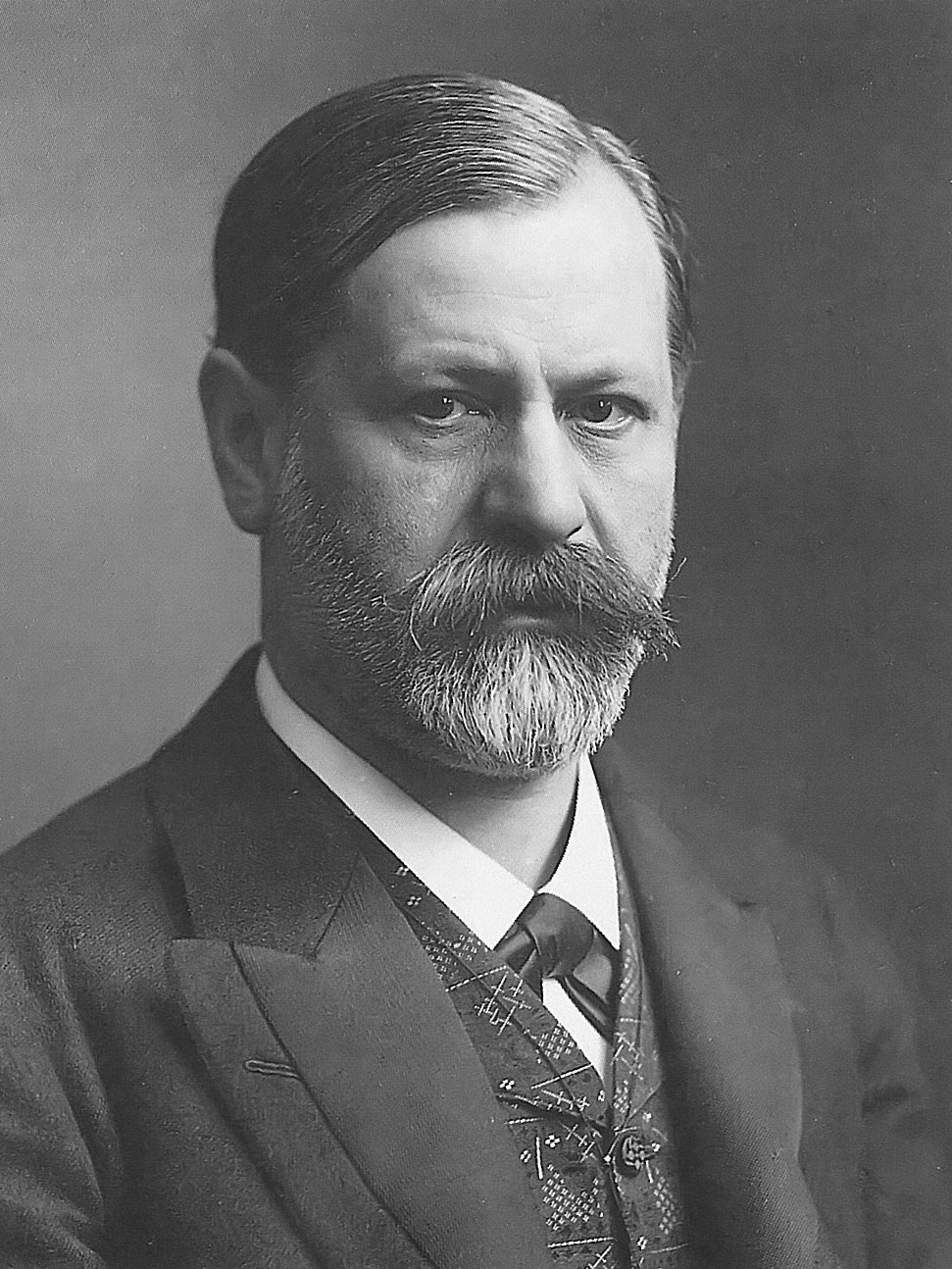
Sigmund Freud
geboren in 1856

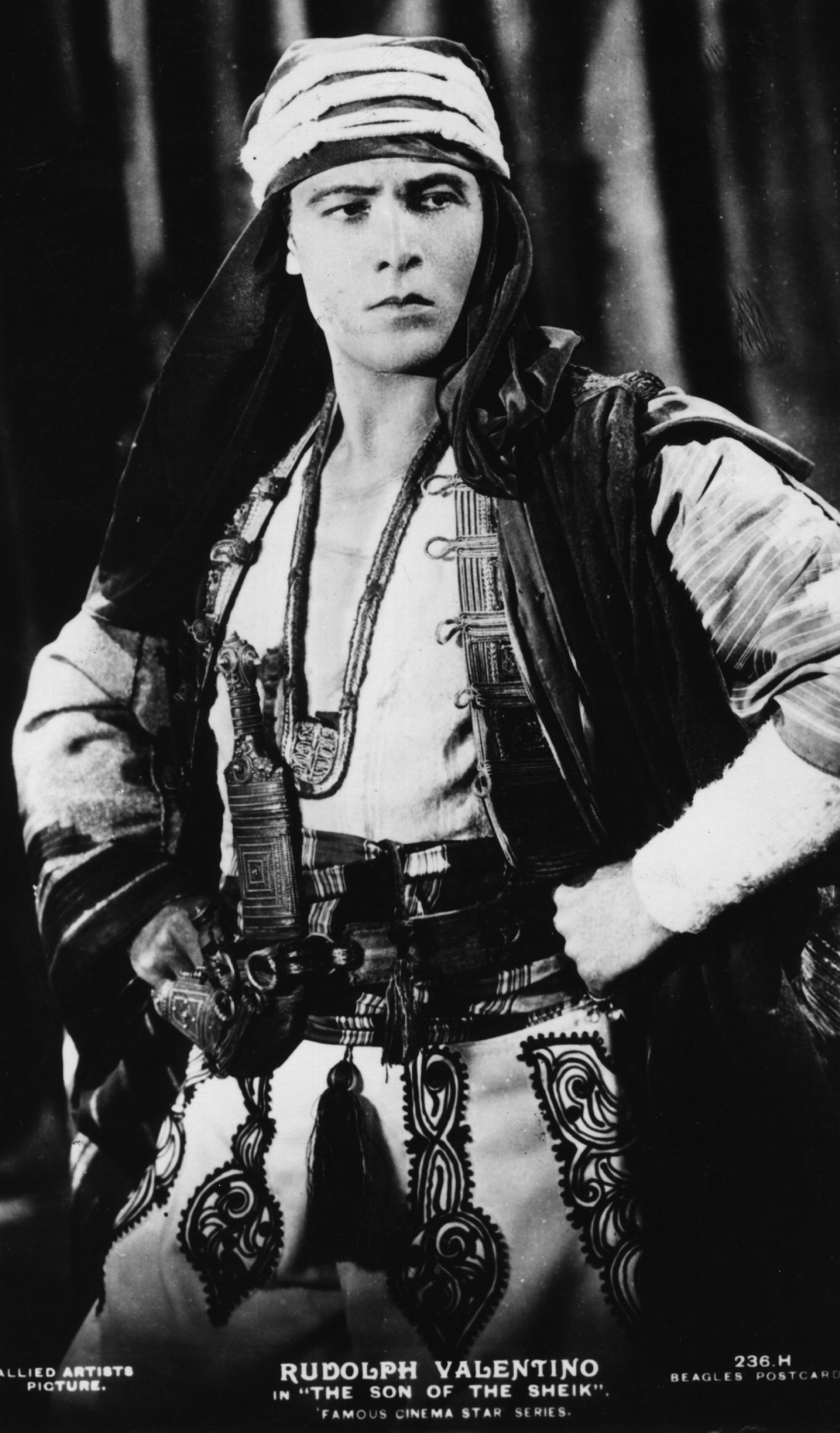
Rudolph Valentino
geboren in 1895

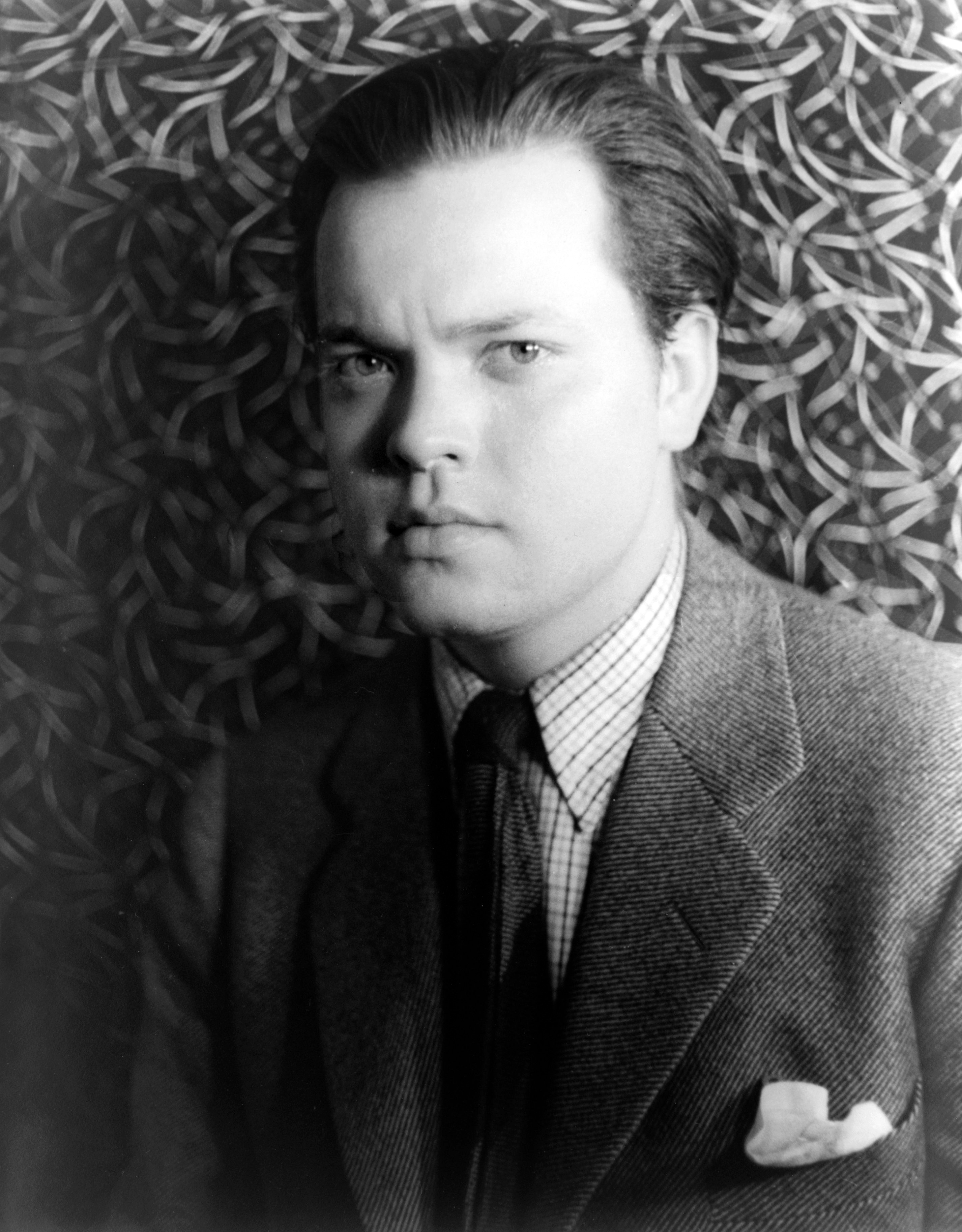
Orson Welles
geboren in 1915

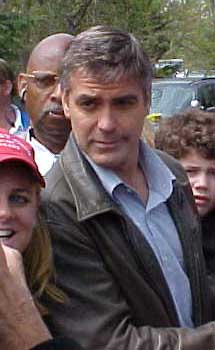
George Clooney
geboren in 1961

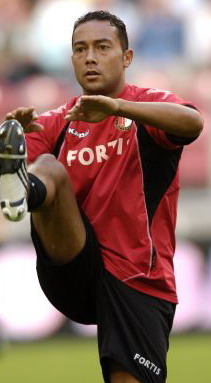
Denny Landzaat
geboren in 1976

- 1501 - Paus Marcellus II (overleden 1555)
- 1574 - Paus Innocentius X (overleden 1655)
- 1758 - Maximilien de Robespierre, Frans revolutionair (overleden 1794)
- 1803 - Lucien Murat, neef van Napoleon Bonaparte (overleden 1878)
- 1825 - Albert Montens d'Oosterwijck, Belgisch politicus (overleden 1896)
- 1830 - Abraham Jacobi, Amerikaans kinderarts (overleden 1919)
- 1851 - Aristide Bruant, Frans chansonnier en schrijver (overleden 1925)
- 1856 - Sigmund Freud, Oostenrijks psycholoog en psychiater (overleden 1939)
- 1859 - Willem Kloos, Nederlands dichter (overleden 1938)
- 1859 - Robert Peary, Amerikaans ontdekkingsreiziger (overleden 1920)
- 1871 - Victor Grignard, Frans scheikundige en Nobelprijswinnaar (overleden 1935)
- 1871 - Christian Morgenstern, Duits dichter (overleden 1914)
- 1872 - Jan De Vroey, Belgisch architect (overleden 1935)
- 1872 - Willem de Sitter, Nederlands wiskundige, astronoom, kosmoloog en natuurkundige (overleden 1934)
- 1879 - Hendrik van Heuckelum, Nederlands voetballer (overleden 1929)
- 1880 - Ernst Ludwig Kirchner, Duits kunstschilder (overleden 1938)
- 1882 - Georgi Atanasov, Bulgaars componist (overleden 1931)
- 1882 - Wilhelm van Pruisen, laatste kroonprins van het keizerrijk Duitsland (overleden 1951)
- 1895 - Rudolph Valentino, Amerikaans acteur (overleden 1926)
- 1898 - Konrad Henlein, Tsjechisch politicus (overleden 1945)
- 1902 - Max Ophüls, Duits-Frans filmregisseur (overleden 1957)
- 1904 - Harry Martinson, Zweeds schrijver (overleden 1978)
- 1915 - Hens Dekkers, Nederlands bokser (overleden 1966)
- 1915 - George Perle, Amerikaans componist (overleden 2009)
- 1915 - Orson Welles, Amerikaans acteur en regisseur (overleden 1985)
- 1916 - Robert Dicke, Amerikaans natuurkundige (overleden 1997)
- 1919 - Alejandro Finisterre, Spaans dichter (overleden 2007)
- 1919 - André Guelfi, Frans autocoureur (overleden 2016)
- 1920 - Kamisese Mara, Fijisch premier en president (overleden 2004)
- 1921 - Dick Loggere, Nederlands hockeyer (overleden 2014)
- 1923 - Bruno Foresti, Italiaans bisschop (overleden 2022)
- 1923 - Josep Seguer, Spaans voetballer (overleden 2014)
- 1923 - Galyani Vadhana, Thais prinses (overleden 2008)
- 1924 - Nestor Basterretxea, Spaans beeldhouwer, schilder en filmregisseur (overleden 2014)
- 1924 - Patricia Kennedy Lawford, Amerikaans bekendheid (overleden 2006)
- 1926 - Lambert Tegenbosch, Nederlands kunstcriticus, publicist en galeriehouder (overleden 2017)
- 1928 - Joan Oates, Amerikaans archeologe (overleden 2023)
- 1929 - Hans Beck, Duits uitvinder van Playmobil (overleden 2009)
- 1929 - Paul Lauterbur, Amerikaans scheikundige en Nobelprijswinnaar (overleden 2007)
- 1930 - Sonia Rykiel, Frans modeontwerpster (overleden 2016)
- 1931 - Willie Mays, Amerikaans honkbalspeler (overleden 2024)
- 1932 - Antal Bolvári, Hongaars waterpolospeler (overleden 2019)
- 1933 - Jan Scholtens, Nederlands journalist, radio- en televisiemaker en presentator (overleden 2016)
- 1934 - Richard Shelby, Amerikaans politicus
- 1934 - Hans Junkermann, Duits wielrenner (overleden 2022)
- 1938 - Wim Coremans, Belgisch voetballer (overleden 2016)
- 1939 - Isla Eckinger, Zwitsers jazzmuzikant (overleden 2021)
- 1939 - Russ Gibson, Amerikaans honkballer (overleden 2008)
- 1940 - Henry Habibe, Arubaans dichter en vertaler
- 1940 - André Léonard, Belgisch bisschop Namen / aartsbisschop Mechelen-Brussel
- 1940 - Vito Taccone, Italiaans wielrenner (overleden 2007)
- 1941 - Wim Cattel, Nederlands burgemeester (overleden 2023)
- 1941 - Ivica Osim, Bosnisch-Joegoslavisch voetballer en voetbaltrainer (overleden 2022)
- 1941 - Đorđe Perišić, Joegoslavisch waterpolospeler en zwemmer
- 1942 - Freek Biesiot, Nederlands kunstschilder en decorontwerper
- 1943 - Andreas Baader, Duits terrorist (overleden 1977)
- 1943 - Mike Ratledge, Brits musicus (overleden 2025)
- 1944 - Michael van der Vlis, Nederlands politicus (overleden 2018)
- 1945 - Bob Seger, Amerikaans rockzanger en songwriter
- 1947 - Francisco Galdos, Spaans wielrenner
- 1947 - Martha Nussbaum, Amerikaans filosofe
- 1948 - Richard Cox, Amerikaans acteur
- 1948 - Klaas Tammes, Nederlands politicus en auteur
- 1950 - Samuel Doe, Liberiaans militair leider (overleden 1990)
- 1952 - Michel De Meyer, Belgisch weerman (overleden 2023)
- 1952 - Jurgis Kairys, Litouws piloot
- 1952 - Gerrit Zalm, Nederlands politicus en minister van Financiën
- 1953 - Tony Blair, Brits premier
- 1953 - Tiny Kox, Nederlands politicus
- 1953 - Ernst Daniël Smid, Nederlands opera- en musicalzanger
- 1953 - Graeme Souness, Schots voetballer en voetbaltrainer
- 1955 - Wiel Arets, Nederlands architect en stedebouwkundige
- 1955 - Avram Grant, Israëlisch voetbaltrainer
- 1956 - Marc Reynebeau, Belgisch journalist en televisiefiguur
- 1957 - Karl-Erik Nilsson, Zweeds voetbalscheidsrechter
- 1958 - Tommy Byrne, Iers autocoureur
- 1960 - Ljoedmila Andonova, Bulgaars atlete
- 1960 - Richard Fox, Engels kanoër
- 1960 - Martina Jäschke, Oost-Duits schoonspringster
- 1961 - George Clooney, Amerikaans acteur
- 1961 - Evelien van Dort, Nederlands kinderboekenschrijver
- 1961 - Frans Timmermans, Nederlands politicus (GroenLinks-PvdA)
- 1962 - Mario Kummer, Duits wielrenner
- 1963 - Geert Deferm, Belgisch voetballer
- 1964 - Ludo Hoogmartens, Belgisch acteur
- 1965 - Bart Eigeman, Nederlands politicus
- 1965 - Stephen Gaghan, Amerikaans filmregisseur en scenarioschrijver
- 1966 - Aleksandr Skvortsov, Russisch ruimtevaarder
- 1966 - Rob Voerman, Nederlands graficus en beeldhouwer
- 1967 - Risto Laakkonen, Fins schansspringer
- 1968 - Worku Bikila, Ethiopisch atleet
- 1969 - Thierry Schmitter, Nederlands paralympisch sporter
- 1969 - Peter Van Santvliet, Belgisch wielrenner en veldrijder
- 1970 - Luís Novo, Portugees atleet
- 1970 - Fátima Silva, Portugees atlete
- 1971 - Chris Shiflett, Amerikaans gitarist
- 1972 - Martin Brodeur, Canadees professioneel ijshockey goalie
- 1972 - Naoko Takahashi, Japans atlete
- 1974 - Bernard Barmasai, Keniaans atleet
- 1974 - Geoffrey Enthoven, Belgisch filmregisseur en -producent
- 1974 - Ann Mercken, Belgisch atlete
- 1974 - Hélder Ornelas, Portugees atleet
- 1975 - Inge van Dijk, Nederlands politica (CDA)
- 1975 - Mario Cvitanović, Kroatisch voetballer
- 1976 - Denny Landzaat, Nederlands voetballer
- 1976 - Iván de la Peña, Spaans voetballer
- 1977 - Christophe Brandt, Belgisch wielrenner
- 1977 - René Münnich, Duits autocoureur
- 1978 - Nuno Lopes, Portugees acteur
- 1979 - Benita Johnson, Australisch atlete
- 1979 - Gerd Kanter, Estisch atleet
- 1979 - Jon Montgomery, Canadees skeletonracer
- 1979 - Leona Philippo, Nederlands zangeres
- 1980 - Scott Colton, Amerikaans professioneel worstelaar
- 1980 - Kelly van der Veer, Nederlands transseksueel mediapersoonlijkheid
- 1981 - Yurisleidy Lupetey, Cubaans judoka
- 1982 - Eric Murray, Nieuw-Zeelands roeier
- 1982 - Diogo Sclebin, Braziliaans triatleet
- 1983 - Daniel Alves, Braziliaans voetballer
- 1984 - Chiara Costazza, Italiaans alpineskiester
- 1984 - Roos van Erkel, Nederlands actrice
- 1984 - Joost Hoebink, Nederlands presentator
- 1985 - Anouk Hoogendijk, Nederlands voetbalster
- 1985 - Chris Paul, Amerikaans professioneel basketbalspeler
- 1986 - Manuel da Costa, Portugees voetballer
- 1986 - Maître Gims (Gandhi Djuna), Frans-Congolees zanger, rapper, muziekproducent en componist
- 1986 - Roman Kreuziger, Tsjechisch wielrenner
- 1987 - Crisanto Grajales, Mexicaans triatleet
- 1987 - Dries Mertens, Belgisch voetballer
- 1987 - Meek Mill, Amerikaans rapper
- 1987 - Moon Geun-young, Koreaans actrice
- 1988 - Marieke Ehlers, Nederlands politica
- 1989 - Dominika Cibulková, Slowaaks tennisster
- 1989 - Otto Knows (Otto Jettmann), Zweeds dj en producer
- 1989 - Yi Siling, Chinees schutter
- 1990 - Masato Kudo, Japans voetballer (overleden 2022)
- 1990 - Christiaan Varenhorst, Nederlands beachvolleyballer
- 1992 - Jan Polanc, Sloveens wielrenner
- 1992 - Zigismunds Sirmais, Lets atleet
- 1994 - Li Dan, Chinees schaatsster
- 1997 - Melissa Friedrich, Duits voetbalster
- 1997 - Duncan Scott, Brits zwemmer
- 1999 - Mauro Júnior, Braziliaans voetballer
- 1999 - Anna Kay, Brits wielrenster
- 1999 - Patricio O'Ward, Mexicaans autocoureur
- 2001 - Úmaro Embaló, Portugees-Guinee-Bissaus voetballer
- 2001 - Maria Plattner, Oostenrijks voetbalster
- 2001 - Claudia Wenger, Oostenrijks voetbalster
- 2002 - Emily Alyn Lind, Amerikaans actrice
- 2002 - Sophia Kruithof, Nederlands zangeres
- 2019 - Archie Mountbatten-Windsor, eerste zoon van Harry van Sussex en Meghan Markle

## Overleden

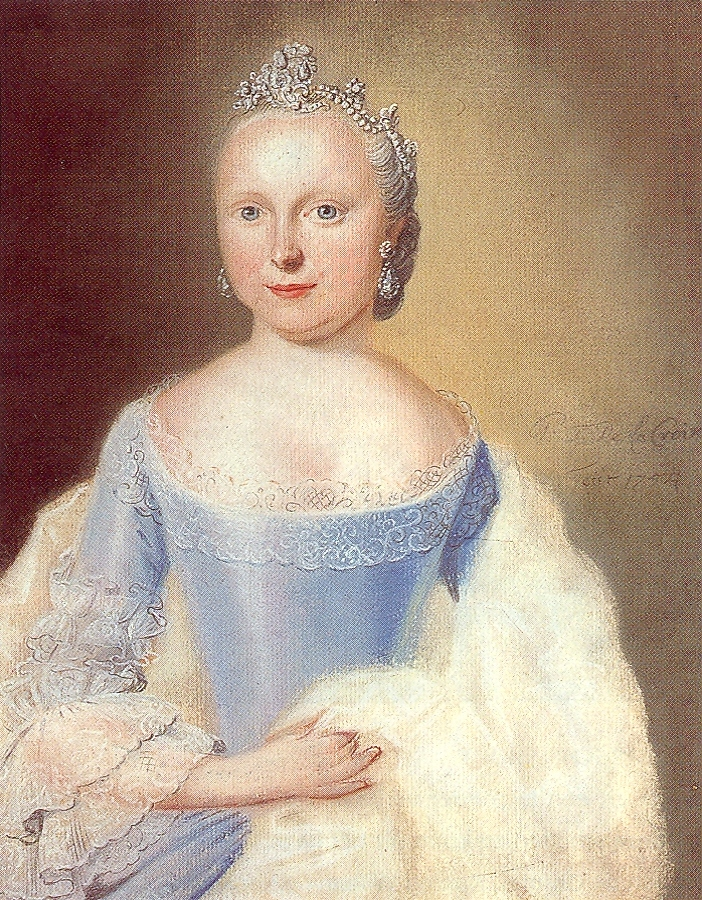
Carolina van Oranje-Nassau
overleden in 1787

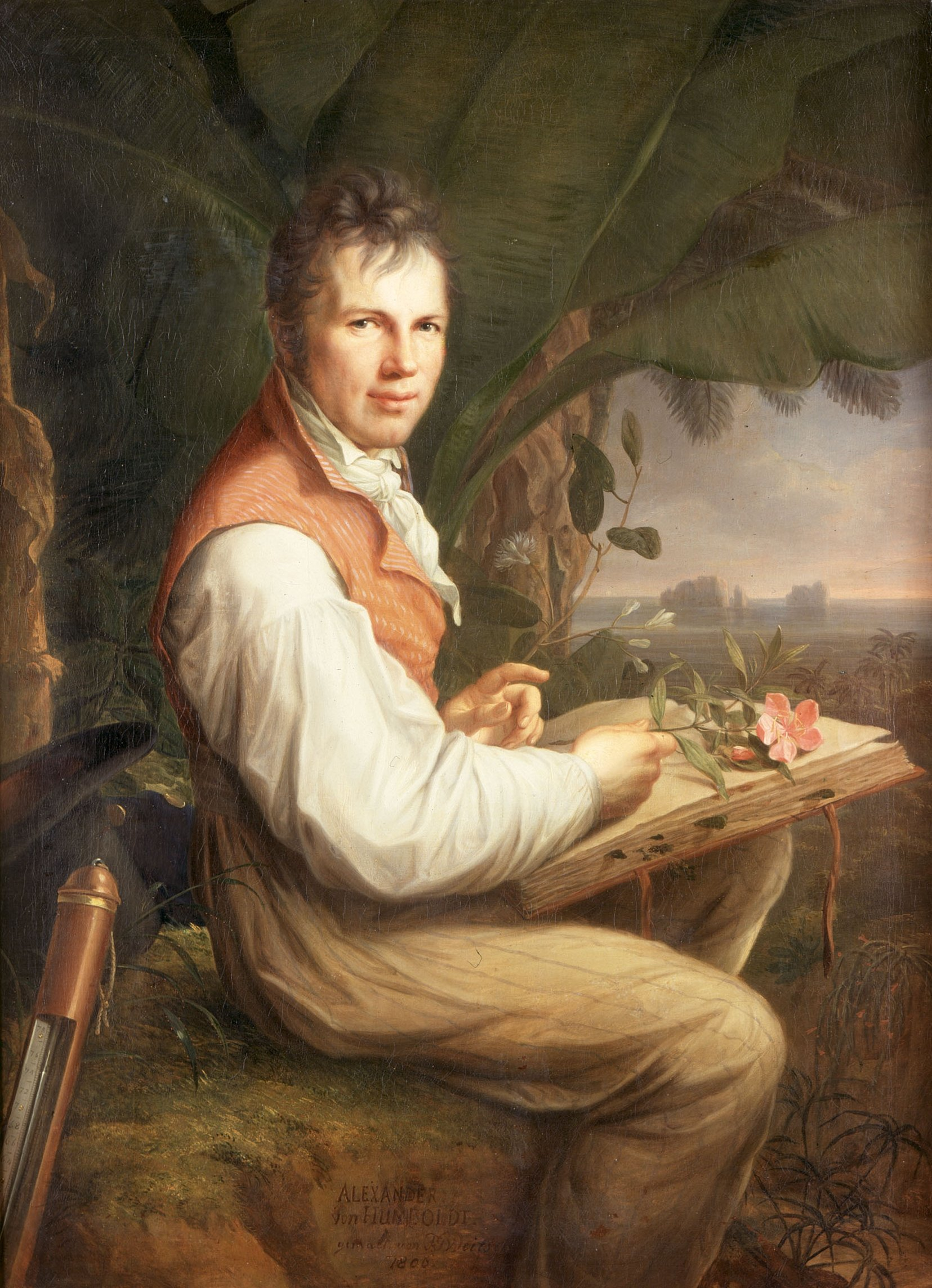
Alexander von Humboldt
overleden in 1859

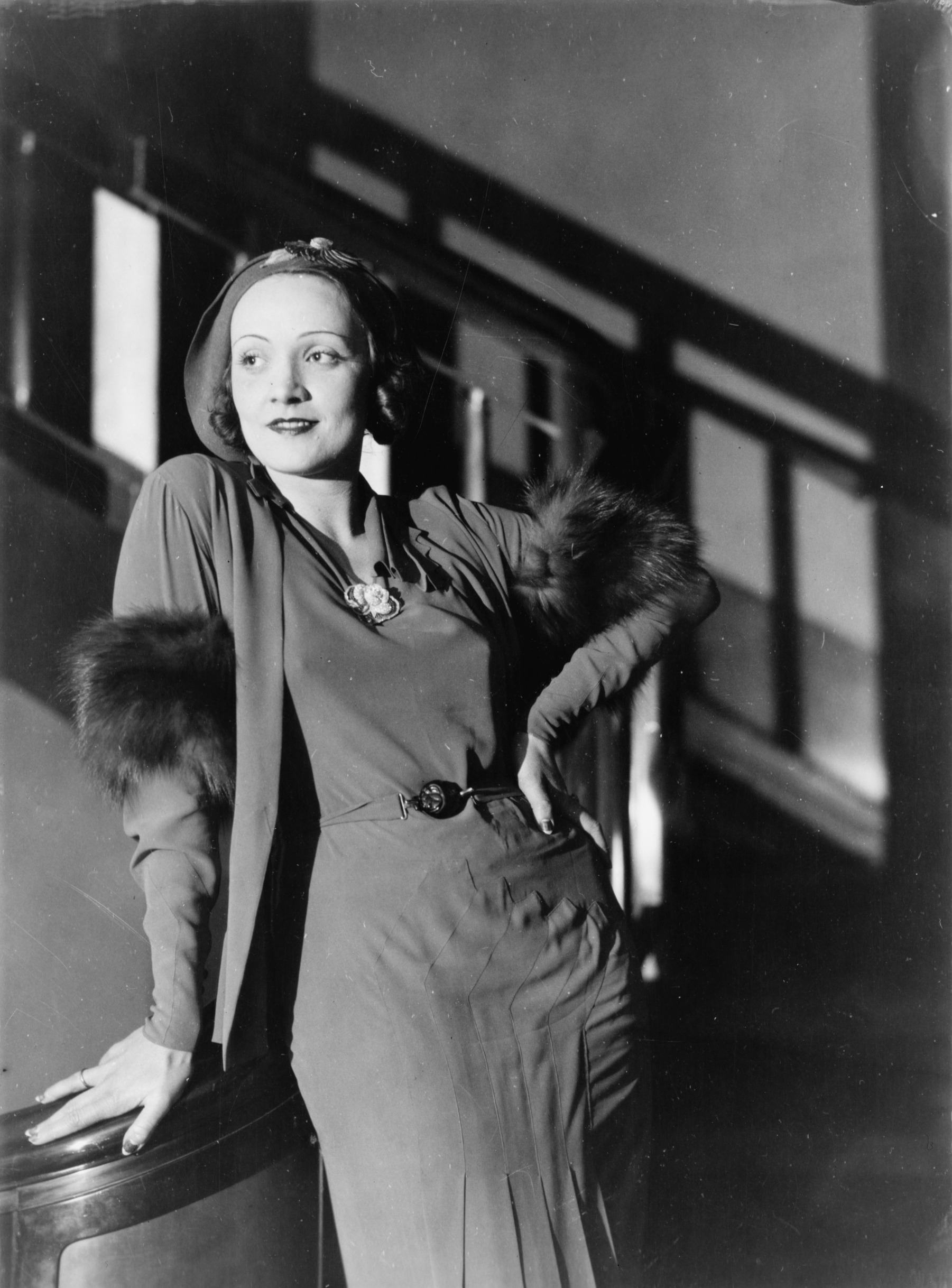
Marlene Dietrich
overleden in 1992

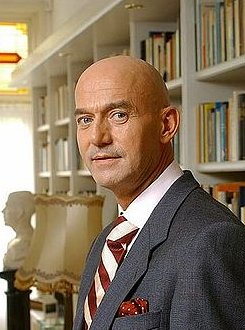
Pim Fortuyn
overleden in 2002

- 680 - Moe'awija I (ong. 77), Arabisch kalief
- 988 - Dirk II van Holland, graaf van Holland
- 1475 - Dirk Bouts (ong. 65), Belgisch schilder
- 1638 - Cornelius Jansenius (52), Nederlands priester en theoloog
- 1787 - Carolina van Oranje-Nassau (44)
- 1859 - Alexander von Humboldt (89), Duits natuuronderzoeker en ontdekkingsreiziger
- 1862 - Henry David Thoreau (44), Amerikaans schrijver en filosoof
- 1889 - Heinrich Gustav Reichenbach (66), Duits botanicus
- 1910 - Eduard VII (68), koning van het Verenigd Koninkrijk
- 1919 - L. Frank Baum (62), Amerikaans schrijver
- 1922 - Marie van Saksen-Weimar-Eisenach (73)
- 1924 - Carel Steven Adama van Scheltema (47), Nederlands socialistisch dichter
- 1941 - Franz Koenigs (59), Nederlands bankier en kunstverzamelaar
- 1949 - Maurice Maeterlinck (86), Belgisch schrijver
- 1950 - Willem Maas (53), Nederlands architect
- 1951 - Élie Cartan (82), Frans wiskundige
- 1951 - Henri Carton de Wiart (81), Belgisch politicus
- 1960 - Paul Abraham (67), Hongaars componist
- 1965 - Giulio Bevilacqua (83), Italiaans kardinaal
- 1965 - René Guénot (74), Frans wielrenner
- 1972 - Deniz Gezmiş (25), Turks politiek activist
- 1975 - József Mindszenty (83), Hongaars kardinaal-aartsbisschop van Esztergom
- 1978 - Ethelda Bleibtrey (76), Amerikaans zwemster
- 1978 - Ko van Dijk (61), Nederlands toneel-, televisie- en filmacteur en regisseur
- 1978 - Piet Muijselaar (78), Nederlands revueartiest
- 1983 - Joseph Keunen (84), Belgisch schrijver
- 1990 - Steye van Brandenberg (72), Nederlands acteur en regisseur
- 1990 - Charles Farrell (88), Amerikaans acteur
- 1992 - Marlene Dietrich (90), Duits-Amerikaans actrice en zangeres
- 1992 - Gaston Reiff (71), Belgisch atleet
- 1995 - Clarence Paul (67), Amerikaans songwriter en muziekproducent
- 1996 - Nestor Gerard (99), Belgisch fotograaf
- 1996 - Leo Suenens (91), Belgisch kardinaal-aartsbisschop van Mechelen-Brussel
- 2002 - Pim Fortuyn (54), Nederlands politicus
- 2002 - Meinte Walta (82), Nederlands kunstschilder
- 2003 - André Carolus Cirino (73), Surinaams schrijver
- 2004 - Virginia Capers (78), Amerikaans actrice
- 2006 - Konstantin Beskov (85), Sovjet voetballer en trainer
- 2006 - Han Reiziger (72), Nederlands componist, pianist en presentator
- 2007 - Lesley Blanch (102), Engels schrijfster en moderedactrice
- 2007 - Roman Kintanar (77), Filipijns meteoroloog
- 2007 - Đorđe Novković (63), Kroatische songwriter
- 2009 - Ton van Boven (84), Nederlands politicus
- 2009 - Viola Wills (69), Amerikaans popzangeres
- 2010 - Giacomo Neri (94), Italiaans voetballer
- 2010 - Romain Poté (74), Belgisch atleet
- 2012 - George Lindsey (83), Amerikaans acteur
- 2012 - Jan Trøjborg (56), Deens politicus
- 2013 - Giulio Andreotti (94), Italiaans politicus
- 2013 - Barend ter Haar Romeny (88), Nederlands burgemeester
- 2013 - Raoul Wijnakker (80), Belgisch politicus, schrijver en dichter
- 2014 - Wil Albeda (88), Nederlands politicus
- 2014 - Farley Mowat (92), Canadees schrijver en milieuactivist
- 2015 - Errol Brown (71), Jamaicaans-Brits zanger
- 2016 - Klaus Ampler (75), Oost-Duits wielrenner
- 2016 - Hannes Bauer (61), Duits trombonist
- 2016 - Nico de Bree (71), Nederlands voetbaldoelman
- 2016 - Patrick Ekeng (26), Kameroens voetballer
- 2016 - Reg Grundy (92), Australische ondernemer en mediamagnaat
- 2016 - Margot Honecker (89), Oost-Duits politica
- 2018 - Eric Geboers (55), Belgisch motorcrosser
- 2019 - Kinga Bán (37), Nederlands zangeres
- 2019 - John Lukacs (95), Amerikaans historicus
- 2019 - John Paay (93), Nederlands bandleider
- 2019 - Pierre Riché (97), Frans historicus
- 2020 - Willy Hautvast (87), Nederlands componist en dirigent
- 2021 - Carlos Griguol (84), Argentijns voetballer en voetbaltrainer
- 2021 - Humberto R. Maturana (92), Chileens bioloog
- 2021 - Kentaro Miura (54), Japans mangaka
- 2021 - Christophe Revault (49), Frans voetballer
- 2022 - Patricia A. McKillip (74), Amerikaans fantasy- en sciencefictionschrijver
- 2022 - Marian van der Meer (85), Nederlands politica
- 2022 - George Pérez (67), Amerikaans striptekenaar en schrijver
- 2023 - Marc Beckwé (96), Belgisch politicus en burgemeester
- 2023 - Menahem Pressler (99), Duits-Amerikaans pianist
- 2023 - Philippe Sollers (86), Frans schrijver
- 2023 - Gommaar Timmermans (92), Belgisch striptekenaar en auteur
- 2023 - Gianluca Tonetti (56), Italiaans wielrenner
- 2024 - Bill Holman (96), Amerikaans jazzsaxofonist, arrangeur en componist
- 2024 - Wayland Holyfield (82), Amerikaans songwriter
- 2024 - Teun van Pelt (84), Nederlands voetballer
- 2024 - Bernard Pivot (89), Frans journalist
- 2025 - Wouter Buikhuisen (91), Nederlands criminoloog
- 2025 - James Foley (71), Amerikaans filmregisseur
- 2025 - Kaqusha Jashari (78), Kosovaars-Albanees politica
- 2025 - Piet Knarren (76), Nederlands trompettist
- 2025 - Enrico Paolini (80), Italiaans wielrenner

## Viering/herdenking
- Internationale Anti Dieet Dag
- Ieder jaar organiseert de Stichting Beeld van Pim een herdenking op 6 mei ter nagedachtenis van de moord op Pim Fortuyn.
- Turkije - Hidrellez
- Rooms-Katholieke kalender:
  - Heilige Benedikta van Rome († c. 600)
  - Heilige Lucius van Cyrene († 1e eeuw)
  - Heilige Johannes voor de Latijnse Poort
  - Heilige Francis de Montmorency Laval, missiebisschop († 1708)
  - Heilige Bloed van O.H.-Jezus Christus - vrije gedachtenis in Bisdom Brugge
  - Zalige Prudentia (Castori) († 1492)

## Weerextremen

### Nederland
| | Officiële records | Officiële records | Officiële records |      | Landelijke records | Landelijke records | Landelijke records                                                       |
| Gebeurtenis | Jaar              | Extreem           | Locatie           | Jaar | Extreem            | Locatie            |                                                                          |
| --- | ----------------- | ----------------- | ----------------- | ---- | ------------------ | ------------------ | ------------------------------------------------------------------------ |
| Laagste etmaalgemiddelde temperatuur (°C) | 1979              | 4,7               | De Bilt           |      | 1957               | 2,7                | Maastricht                                                               |
| Hoogste etmaalgemiddelde temperatuur (°C) | 2000              | 20,1              | De Bilt           |      | 1990               | 20,7               | Twenthe                                                                  |
| Laagste minimumtemperatuur (°C) | 1996              | −2,3              | De Bilt           |      | 1996               | −3,9               | Twenthe                                                                  |
| Hoogste minimumtemperatuur (°C) | 2000              | 12,3              | De Bilt           |      | 1923               | 15,1               | Maastricht                                                               |
| Laagste maximumtemperatuur (°C) | 1982              | 9,1               | De Bilt           |      | 1974               | 5,1                | Twenthe                                                                  |
| Hoogste maximumtemperatuur (°C) | 1990              | 27,7              | De Bilt           |      | 1990               | 28,8               | Eelde                                                                    |
| Hoogste uurgemiddelde windsnelheid (m/s) | 1955              | 13,9              | De Bilt           |      | 1955               | 21,6               | Eindhoven                                                                |
| Hoogste windstoot (m/s) | 1955              | 24,7              | De Bilt           |      | 2015               | 26,0               | Houtribdijk, Oosterschelde, IJmuiden, Valkenburg ZH                      |
| Langste zonneschijnduur (uur) | 2020              | 14,2              | De Bilt           |      | 1996 2018 2020     | 14,5               | Hoorn Terschelling, Stavoren Hoorn Terschelling Lauwersoog, Nieuw Beerta |
| Langste neerslagduur (uur) | 1994              | 15,5              | De Bilt           |      | 1999               | 19,8               | Lelystad                                                                 |
| Hoogste etmaalsom van de neerslag (mm) | 1997              | 17,0              | De Bilt           |      | 1984               | 30,6               | Twenthe                                                                  |
| Laagste etmaalgemiddelde relatieve vochtigheid (%) | 1909              | 37                | De Bilt           |      | 1909 1942          | 37                 | De Bilt Maastricht                                                       |
| Laagste uurwaarde luchtdruk op zeeniveau (hPa) | 1997              | 984,7             | De Bilt           |      | 1997               | 983,1              | Eelde                                                                    |
| Hoogste uurwaarde luchtdruk op zeeniveau (hPa) | 1922              | 1033,6            | De Bilt           |      | 1922               | 1034,6             | Maastricht                                                               |
| Officiële records worden altijd gemeten op het KNMI-weerstation in De Bilt. Landelijke records kunnen worden gemeten op elk officieel KNMI-weerstation in Nederland. |                   |                   |                   |      |                    |                    |                                                                          |

Uitzonderlijke gebeurtenissen
- 1907 - Eerste officiële warme dag van het jaar (maximumtemperatuur ≥ 20 °C in De Bilt)
- 1976 - Eerste officiële warme dag van het jaar (maximumtemperatuur ≥ 20 °C in De Bilt)
- 1974 - Landelijk maandrecord laagste maximumtemperatuur in °C van mei gemeten in Twenthe: 5,1
- 1976 - Eerste officiële zomerse dag van het jaar (maximumtemperatuur ≥ 25 °C in De Bilt)

### België
Dagrecords
- 1979 - Laagste etmaalgemiddelde temperatuur 4,7 °C
- 1990 - Hoogste etmaalgemiddelde temperatuur 20,8 °C
- 1877 - Laagste minimumtemperatuur 0,1 °C
- 1990 - Hoogste maximumtemperatuur 27,6 °C
- 1978 - Hoogste etmaalsom van de neerslag 19,6 mm

<< · 1 · 2 · 3 · 4 · 5 · 6 · 7 · 8 · 9 · 10 · 11 · 12 · 13 · 14 · 15 · 16 · 17 · 18 · 19 · 20 · 21 · 22 · 23 · 24 · 25 · 26 · 27 · 28 · 29 · 30 · 31 · >>